# Fabricio Díaz
Fabricio Díaz Baldaracco (La Paz, 3 febbraio 2003) è un calciatore uruguaiano, centrocampista dell'Al-Gharafa e della nazionale Under-20 uruguaiana.

## Caratteristiche tecniche
Centrocampista difensivo, fa della grinta e della dinamicità i propri punti di forza. Dotato di buona visione di gioco, talvolta tenta qualche inserimento offensivo.

## Carriera

### Club

#### Gli inizi, Liverpool Montevideo
Cresciuto nel settore giovanile del Liverpool (M), ha esordito in prima squadra il 2 febbraio 2020 in occasione della Supercopa Uruguaya vinta contro il Nacional in cui ha siglato la rete del definitivo 4-2 nel secondo tempo supplementare. Con la squadra  uruguaiana raccoglie 122 presenze e 5 reti, prima di essere ceduto.

#### Al Gharafa
Il 19 settembre 2023 viene ufficializzato il suo trasferimento all'Al-Gharafa, club della Qatar Stars League.

### Nazionale
Nel gennaio del 2023 viene incluso da Marcelo Broli nella rosa della nazionale Under-20 uruguaiana partecipante al campionato sudamericano di categoria in Colombia., arrivando in finale e perdendo contro il Brasile.
L'8 maggio 2023 viene convocato per il Mondiale di categoria in Argentina.
Il 2 giugno 2023 viene convocato per la prima volta in nazionale maggiore.

## Statistiche
Statistiche aggiornate al 19 settembre 2023.

### Presenze e reti nei club
| Stagione                    | Squadra                     | Campionato                  | Campionato | Campionato | Coppe nazionali | Coppe nazionali | Coppe nazionali | Coppe continentali | Coppe continentali | Coppe continentali | Altre coppe | Altre coppe | Altre coppe | Totale | Totale | Totale |
| Stagione                    | Squadra                     | Comp                        | Pres       | Reti       | Comp            | Pres            | Reti            | Comp               | Pres               | Reti               | Comp        | Pres        | Reti        | Pres   | Reti   |        |
| --------------------------- | --------------------------- | --------------------------- | ---------- | ---------- | --------------- | --------------- | --------------- | ------------------ | ------------------ | ------------------ | ----------- | ----------- | ----------- | ------ | ------ | ------ |
| 2020                        | Liverpool (M)               | PD                          | 35+1       | 0+0        | -               | -               | -               | CS                 | 4                  | 0                  | SU          | 1           | 1           | 41     | 1      |        |
| 2021                        | Liverpool (M)               | PD                          | 28         | 1          | -               | -               | -               | CL                 | 2                  | 0                  | -           | -           | -           | 30     | 1      |        |
| 2022                        | Liverpool (M)               | PD                          | 31+2       | 3+0        | CU              | 1               | 0               | CS                 | 1                  | 0                  | -           | -           | -           | 35     | 3      |        |
| gen.-set. 2023              | Liverpool (M)               | PD                          | 13+1       | 0+0        | -               | -               | -               | CL                 | 2                  | 0                  | SU          | 0           | 0           | 16     | 0      |        |
| Totale Liverpool Montevideo | Totale Liverpool Montevideo | Totale Liverpool Montevideo | 111        | 4          |                 | 1               | 0               |                    | 9                  | 0                  |             | 1           | 1           | 122    | 5      |        |
| set. 2023-2024              | Al-Gharafa                  | QSL                         | 0          | 0          | QSC+EQC         | 0               | 0               | -                  | -                  | -                  | CQ          | 0           | 0           | 0      | 0      |        |
| Totale carriera             | Totale carriera             | Totale carriera             | 111        | 4          |                 | 1               | 0               |                    | 9                  | 0                  |             | 1           | 1           | 122    | 5      |        |

## Palmarès

### Club

#### Competizioni nazionali
- Supercoppa uruguaiana: 1

Liverpool Montevideo: 2020